# Anthopterus costaricensis
Anthopterus costaricensis är en ljungväxtart som beskrevs av J. L. Luteyn. Anthopterus costaricensis ingår i släktet Anthopterus och familjen ljungväxter. Inga underarter finns listade i Catalogue of Life.